# Райценштайн, Фердинанд фон
Барон Фердинанд фон Райценштайн (нем. Ferdinand Freiherr von Reitzenstein; 24 сентября 1876, Шварценштайн, ныне в составе города Шварценбах-ам-Вальд — 30 августа 1929, Арнсдорф) — немецкий сексолог.
Происходил из старинного дворянского рода, известного с XIV века. В 1898—1903 гг. работал в Мюнхенском университете, занимаясь историко-литературными исследованиями. С 1903 г. жил в Вюрцбурге, перебиваясь случайными заработками (в частности, преподавал рисунок в женской гимназии), в 1906—1908 гг. был главным редактором газеты либерального направления в Вормсе. С 1908 г. в Берлине, работал в берлинском Музее народоведения. После Первой мировой войны работал в дрезденском Музее гигиены и возглавлял журнал Geschlecht und Gesellschaft (с нем. — «Пол и общество»), в 1923—1925 гг. возглавлял отдел антропологических и этнологических исследований в Институте сексуальных наук Магнуса Хиршфельда.
Основные труды Райценштайна — «Культурная история брака» (нем. Kulturgeschichte der Ehe; 1908—1912) и «История развития любви» (нем. Die Entwicklungsgeschichte der Liebe; 1908). Кроме того, к изданию 1927 года он значительно дополнил (в том числе иллюстративным рядом) знаменитый компендиум Г. Г. Плосса и Макса и Пауля Бартельсов «Женщина в естествоведении и народоведении».